# 石川秀紀
石川 秀紀（いしかわ ひでき、1965年12月7日 - ）は、日本の漫画家・イラストレーター。愛知県大府市出身（出生は愛知県刈谷市）。神奈川県在住。
『月刊コミコミ』（白泉社）からデビュー。1998年まで漫画家として活動したのち、イラストレーターに転身した。
過去には、ゲーム会社でのアルバイト経験があり、PCエンジンソフト『死霊戦線』などいくつかのゲーム製作にも携わっている。

## 作品一覧
- 中華じゃんじゃん （1994年、週刊ヤングマガジン、講談社）

※このほか、白泉社、芳文社、ぶんか社、白夜書房などでも活動していた。